# 過少資本税制
過少資本税制（かしょうしほんぜいせい）とは、資本に係る配当と負債に係る利子との課税上の相違点を利用した租税回避を規制するための税制の一つ。まれに、過大負債税制とも呼ぶ。

## 概要
外資系法人（子会社や支店）が、本国の親会社から資金調達を行うに当たっては、一般的に出資を受けてこれを資本の形とするか、資金の貸付を受けてこれを借入金の形とするか、選択することが可能である。前者の場合にはそのリターンである配当は損金とならないのに対して、後者の場合には、利子を法人所得の計算上損金の額に算入できるため、課税上は後者の方が有利となる。したがって、外資系法人は、資本を少なくし、借入金を多くしようとする傾向がある。この状態を借入金に対する資本の割合が少ないことから、過少資本（thin capital）と言う。外資系法人の所在地国（源泉地国=親会社の投資に対するリターンが生ずる国）では、自国の税収確保の観点から、これを規制する場合がある。
なお、上記の事情は国内取引の場面でも同様であり、アメリカなどでは国内取引、国際取引とも規制対象としている。
渉外取引における租税回避を規制するための税制としては、他にタックスヘイヴン対策税制等がある。

## 日本
日本では、1992年（平成4年）の税制改正において国際取引についてのみ、租税特別措置法第66条の5において、負債の額が資本の額の3倍を超える場合などに、一定限度を超える支払利子の損金算入を認めないこととしている。